# Ivan Zafirov
Ivan Georgiev Zafirov (in bulgaro Иван Георгиев Зафиров?; Sofia, 30 dicembre 1947) è un ex calciatore bulgaro, di ruolo difensore.

## Carriera
Con la nazionale bulgara ha preso parte al torneo olimpico del 1968 (vincendo la medaglia d'argento) e ai Mondiali 1974.